# Ковалко Наталія Миколаївна
Ковалко Наталія Миколаївна (нар. 24 березня 1980 року, Київ) — доктор юридичних наук, професор, професор кафедри фінансового права Навчально-наукового інституту права Київського національного університету імені Тараса Шевченка, адвокат, медіатор, soft-skills тренер, національний експерт міжнародних проєктів в Україні.

## Біографія
Наталія Ковалко народилася 24 березня 1980 року у м. Київ.

### Освіта
У 2003 році закінчила юридичний факультет Київського національного університету імені Тараса Шевченка та здобула кваліфікацію магістра права за спеціальністю «Правознавство».  У 2002 році здобула кваліфікацію економіста, закінчивши Міжнародний інститут ринкових відносин та підприємництва.
У 2004 отримала диплом магістра менеджменту зовнішньоекономічної діяльності Вищого навчального закладу «Київський університет ринкових відносин».
У 2016 році закінчила інститут післядипломної освіти Київського національного університету імені Тараса Шевченка за спеціальністю «Психологія».

### Кар'єра
У 2003 році отримала свідоцтво про право на заняття адвокатською діяльністю, з 2001 року до 2006 року працювала адвокатом в Адвокатському об'єднанні «Адвокатська фірма «Сергій Козьяков та партнери»».
З 2006 року до 2015 року працювала на державних посадах головного консультанта секретаріату Комітету Верховної Ради України з питань національної безпеки і оборони (2006-2011) та заступника начальника Управління державної виконавчої служби Головного управління юстиції у місті Києві (2011-2015). 
Починаючи з 2015 року займається приватною адвокатською діяльністю, спеціалізується в таких сферах як фінансове/банківське право, сімейне право, виконавчий процес, IT-право, юридичний супровід та оптимізація бізнес-процесів.
3 2016 року є національним експертом міжнародних проєктів в Україні: «Support to the implementation of the judicial reform in Ukraine» (2016-2017), «Support to Justice Sector Reforms in Ukraine» (2017), «Association4U» (2017-2019), «Pravo-Justice» (2018-дотепер). 
З 2018 року співпрацює з Агентством США з міжнародного розвитку (USAID) в Україні та Організацією з безпеки і співробітництва в Європі (ОБСЄ), що здійснюється в рамках реалізації проєктної діяльності Координатора проєктів ОБСЄ в Україні.
З 2017 року сертифікований медіатор Edwards Mediation Academy (2020), Інститутом миру та порозуміння (2017), Німецькою адвокатською академією (DAA – DeutscheAnwaltAkademie) (2017), німецьким товариством GmbH (2017)).  Спеціалізується на спорах між співвласниками бізнесу, щодо права власності на майно (нерухомість, земля або інші активи) або порядку користування ним, спорах в будівельному та девелоперському бізнесі, договірних спорах (включаючи договірні спори за участю іноземних осіб), трудових конфліктах та конфліктах у команді, спорах щодо інтелектуальної власності, фінансових та банківських спорах (між кредиторами і позичальниками).
З 2021 року є сертифікованим бізнес-тренером Академії ДТЕК по ефективним комунікаціям, вирішенню конфліктів та практики аргументації.
З 2023 року очолює в Національній акціонерній компанії «Нафтогаз України» напрям з урегулювання конфліктів та медіації.

### Викладацька діяльність
Наталія Ковалко є доктором юридичних наук, професором кафедри фінансового права Навчально-наукового інституту права Київського національного університету імені Тараса Шевченка.

## Громадська діяльність
Дійсний член всеукраїнської громадської організації «Українська академія наук» (УАН), член Асоціації правників України, Асоціації енергетичних інженерів України, Економічного дискусійного клубу, Асоціації фінансового права України, Національної асоціації медіаторів України, Національної асоціації медіації трудових та корпоративних спорів.
Фундатор та член Правління Всеукраїнського інноваційного руху юристів (V.I.R.U.), член Правління Громадської організації «Українська психологічна асоціація», фундатор та член Правління Громадської організації «Спілка бізнес-медіаторів». 
Є членом робочої групи з розроблення професійних стандартів у сфері медіації («Викладач-тренер медіації», «Трудовий медіатор (медіатор трудових спорів)», «Бізнес-медіатор»).
З 30 березня 2018 року по теперішній час є членом Науково-консультативної ради при Верховному Суді.
26 січня 2019 року на Конференції адвокатів Київської області обрана до складу Кваліфікаційної палати КДКА Київської області.
Автор блогів на сайтах «Обозреватель», «ЛІГА.net» та «Ukraninan people».

## Наукова діяльність
У 2008 році захистила кандидатську дисертацію на тему: «Фінансово-правове регулювання спеціальних режимів розрахункових відносин (на прикладі паливно-енергетичного комплексу України)» за спеціальністю 12.00.07 – адміністративне право і процес; фінансове право; інформаційне право, (диплом кандидата юридичних наук від 02 липня 2008 року ДК № 047432).
У грудні 2017 року рішенням Атестаційної колегії МОН України було присвоєне вчене звання доцента кафедри фінансового права.
У 2020 році захистила докторську дисертацію на тему: «Боргові цінні папери як об’єкти публічної фінансової діяльності» за спеціальністю 12.00.07 – адміністративне право і процес; фінансове право; інформаційне право, (диплом доктора юридичних наук від  26 листопада 2020 року ДД № 010564).
У лютому 2024 року на підставі рішення Атестаційної колегії МОН України присвоєне вчене звання професора кафедри фінансового права.
Автор понад 100 наукових та навчально-методичних праць з філософії, фінансового, сімейного, інформаційного, конституційного, виконавчого, енергетичного права та альтернативних способів вирішення спорів. Автор монографії «Державні та місцеві цінні папери як об’єкти фінансово-правового регулювання» (2019); співавтор: практичного посібника «Доступ до публічної інформації» (2013); «Теорія та практика адаптації законодавства України про банківську діяльність до законодавства Європейського Союзу» (2016); монографії «Методологія в праві» (2017); колективної монографії «Development and modernization of the legal systems of Eastern Europe: experience of Poland and prospects of Ukraine» (2017); навчального посібника «Фінансове право» (2018); колективної монографії «Public finance: legal aspects» (2019); «Навіщо нам податки? Держава як спільний бізнес» (2019); підручника «Медіація у професійній діяльності юриста: підручник» (2019); монографії «Комунальна теплоенергетика: енергоефективність, структура управління, енергосервісні послуги: монографія» (2023); підручника «Фінансові послуги» (2023). 
З 2017 року є членом Наукової редакційної ради наукового журналу «Аннали юридичної історії».

## Сім'я
Виховує двох дітей: дочку Євгенію та сина Веніаміна.

## Нагороди
Заслужений юрист України (2020).
Лауреатка Премії імені Лідії Костянтинівни Воронової — Асоціації фінансового права України, в номінації за підготовку й видання статей, циклів наукових праць з фінансового права, надрукованих у фахових виданнях (2018).
Відзначена:
- Подякою ректора Київського національного університету імені Тараса Шевченка за сумлінну працю, активну участь у міжнародному науковому проєкті «Національний центр розвитку креативного підприємництва» за грантовою угодою про співпрацю між Київським національним університетом імені Тараса Шевченка та Кінгстонським університетом м. Лондона (Великобританія) (Наказ № 08-127-06 від 08.04.2022);
- Подякою Комітета Верховної Ради України з питань фінансів, податкової та митної політики за вагомий внесок в удосконалення податкового та митного законодавства України, налагодження конструктивного діалогу та прийняття консолідованих рішень між бізнесом та Державою у вирішенні актуальних питань податкової та митної систем (від 20 серпня 2021 року);
- Грамотою Київського національного університету імені Тараса Шевченка за успіхи в навчальній, науковій і виховній роботі (Наказ 08-167-06 від 25 листопада 2019 року);
- Почесною відзнакою Національної асоціації адвокатів України (Наказ № 16 від 14 грудня 2018 року);
- Почесною грамотою Державної виконавчої служби України за особливі досягнення у виконанні завдань, пов’язаних із забезпеченням реалізації державної політики у сфері примусового виконання рішень (Наказ № 56/2 від 25 червня 2013 року);
- Почесною грамотою Київської міської держаної адміністрації за вагомий особистий внесок у реалізацію державної правової політики та з нагоди Дня юриста (Наказ № 3431 від 8 жовтня 2012 року);
- Почесною відзнакою Вищої Ради Юстиції за чесну, сумлінну працю, особистий внесок у розбудову правової держави, високий професіоналізм у захисті конституційних прав і свобод громадян та з нагоди Дня працівника державної виконавчої служби (Наказ № 91/0/1-11 від 16 грудня 2011 року).